# Antonín Lego

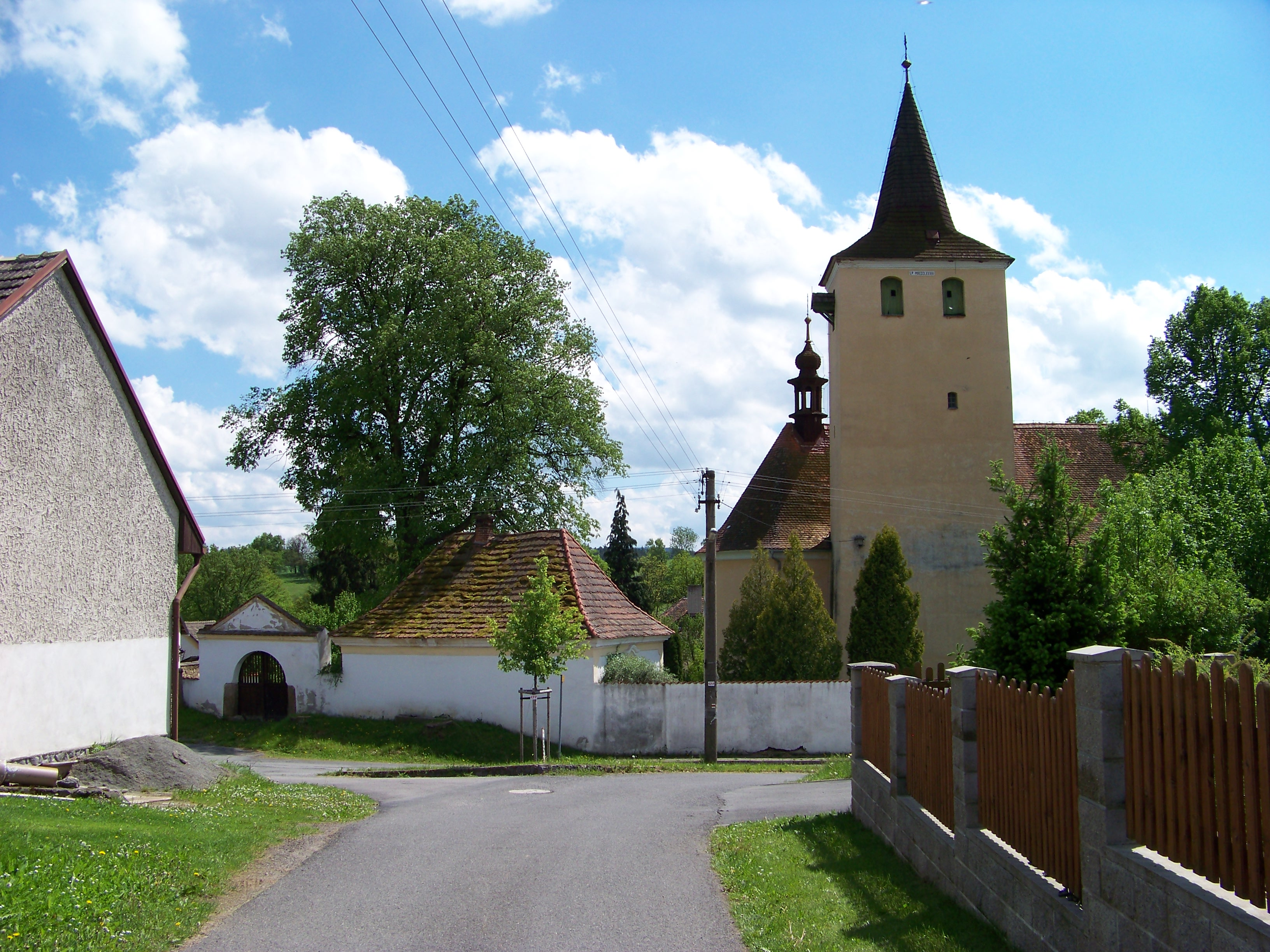
Kostel v Jesenici, místě Legova působení

Antonín Lego (24. srpna 1839 Strašice u Rokycan – 13. srpna 1901 Jesenice u Sedlčan) byl český katolický kněz, včelař a místní regionální buditel na Sedlčansku.

## Život a působení
Pocházel z rozvětvené učitelské a hudebnické rodiny. Po studiu bohoslovectví působil na různých místech jako kaplan.
Roku 1866 se poprvé dostává na Sedlčansko, když se stal kaplanem v Počepicích. Do povědomí místních obyvatel se zde zapsal především obětavou službou nemocným při epidemii cholery, která se zde rozšířila při tažení pruského vojska krajem po prusko-rakouské válce. Jako kaplan působil ještě v nedalekém Svatém Janu a v Minicích u Kralup nad Vltavou. Své první místo faráře získal v Krásné Hoře, kde působil v letech 1873–1882. Poté byl přeložen do Jesenice, která se stala na dvacet let jeho nejslavnějším působištěm.

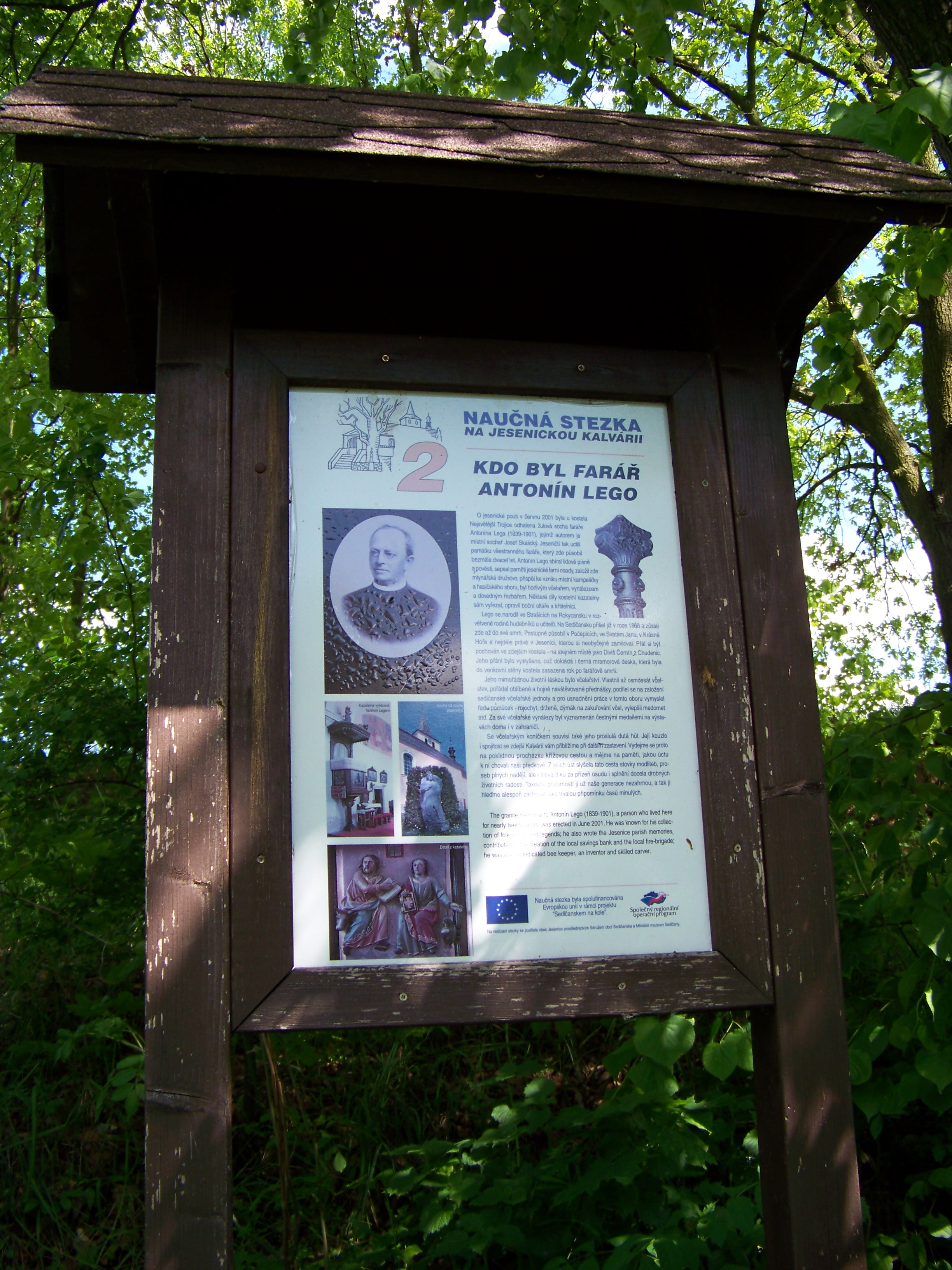
Text o A. Legovi na naučné stezce, Jesenice

V Jesenici se díky své činorodosti a srdečnosti záhy stal ústřední postavou místního života. Výrazně se podílel na opravách místního kostela Nejsvětější Trojice. Jako zručný amatérský řezbář sám vyřezal některé části kazatelny, opravil boční díly oltáře a křtitelnici, které zde zůstaly dodnes.
Lego byl také vášnivým včelařem – choval údajně na 100 včelstev a o včelařství též psal (přispíval do Českého včelaře a Rolnických listů) a přednášel. Vynalezl nebo vylepšil některé včelařské pomůcky a za své vynálezy byl vyznamenán na výstavách nejen v Čechách, ale i v zahraničí. Sestrojil mj. vlastní rojochyt (zařízení ke snímání rojů z výšek) a dýmák, který se používá ke zklidnění včel. Právě Legův dýmák byl oceněn bronzovou medailí a diplomem na mezinárodní včelařské výstavě v Bruselu. Dalším včelařským vynálezem P. Lega byl vylepšený medomet. Po místní krajině vysazoval medonosné stromy, především akát. Podílel se také na založení Včelařské jednoty sedlčanské a po dlouhá léta byl jejím předsedou.

## Literární činnost
Posledních deset let svého života věnoval Antonín Lego vlastivědnému bádání o historii obce a kraje. Sbíral lidové písně, zvyky, obyčeje i pověsti a pro muzeum sháněl lidové památky. Díky němu tak dnes máme mnoho zpráv o někdejším životě v Jesenici i okolí a informace o místní historii, které by se jinak nedochovaly. Výsledky svého bádání Lego pravidelně zveřejňoval, kromě řady článků též v třech ucelenějších pracích: Paměti a památky farní osady jesenické, Pastýřské melodie Sedlčanska a Jesenické oddatve (divadelní hra dokumentárně zachycující zvyky na staročeské svatbě).

## Posmrtné pocty
P. Lego je pochován v jesenickém kostele Nejsvětější Trojice vedle náhrobku rytíře Diviše Černína z Chudenic. Od roku 2001 stojí za branou u kostela jeho žulová socha, která je dílem místního občana Josefa Skalického; byla slavnostně odhalena ke 100. výročí Legova úmrtí za přítomnosti kardinála Miloslava Vlka. Na počest této události kardinál spolu s politickou reprezentací obce a kraje kraje zasadili v obci lípu – „Strom milénia“.